# Боднегг
Боднегг (нім. Bodnegg) — громада в Німеччині, знаходиться в землі Баден-Вюртемберг. Підпорядковується адміністративному округу Тюбінген. Входить до складу району Равенсбург.
Площа — 24,56 км2. Населення становить 3197 ос. (станом на 31 грудня 2020).